# Медведевка (Черкасская область)
Медве́девка (укр. Медведівка) — село в Черкасском районе Черкасской области Украины.
Население по переписи 2001 года составляло 1441 человек, по данным 2019 года составляло 1179 человек. Занимает площадь 5,07 км². Почтовый индекс — 20930. Телефонный код — 4730.

## География
Село расположено на правом берегу реки Тясмин, в 35 км города Чигирин, в 25 км от железнодорожной станции Фундуклеевка и в 42 км от областного центра — города Черкассы.

## Медведовский монастырь
Село дало название Медведовскому Николаевскому монастырю, о местонахождении которого известно, что он лежал на острове среди реки Тясмина в трёх верстах от местечка Медведовки, между сёлами: Трушовцами и Ивковцами.

## История
Село Медведевка было в составе Головковской волости Чигиринского уезда Киевской губернии. В селе была Успенская церковь. Священнослужители Успенской церкви:
- 1835—1840 — священник Захар Доментьевич Трегубов

## Местная власть
20930, Черкасская обл., Черкасский р-н, с. Медведевка